# Aeroportul Pattimura
Aeroportul Pattimura (IATA: AMQ, ICAO: WAPP) este un aeroport din Ambon, Maluku⁠(d), Indonezia ce deservește zona Ambon. Aeroportul a fost tranzitat în 2018 de 1.517.688 de pasageri.
Situat la o altitudine de 10 m, aeroportul dispune de o singură pistă. Este operat de Angkasa Pura⁠(d).